# Montesa 250 Bicilíndrica
La Montesa 250 Bicilíndrica, sovint anomenada simplement Montesa Bicilíndrica, fou un prototipus de motocicleta de velocitat desenvolupat entre 1966 i 1968 pel pilot i preparador italià Francesco Villa, en col·laboració amb Montesa, per a competir en el pla internacional dins la categoria dels 250cc. Equipada amb un motor de dos temps de dos cilindres horitzontals, amb doble vàlvula rotativa i refrigeració mixta per aire i aigua, era una moto amb un gran potencial però no va arribar al grau de desenvolupament definitiu i només se'n varen construir unes poques unitats.
Malgrat ser oficialment una Montesa, l'empresa catalana gairebé no participà en el projecte i la moto era pràcticament en la totalitat obra de Francesco Villa, ajudat en la posada a punt a les curses pel seu germà petit, el futur quatre vegades campió del món Walter Villa. Durant un temps, tot i competir contra motocicletes molt més sofisticades com ara la imbatible Honda 250 sis cilindres de Mike Hailwood, la Montesa va aconseguir resultats destacats.

## Història

### Antecedents: La Beccaccino dels Villa
Nascut a la província de Mòdena, Francesco Villa (1933-2020) entrà a treballar de mecànic a la Ducati el 1955 i aquell mateix any debutà en competició. Durant anys, competí amb les Ducati i arribà a participar en el Mundial de motociclisme, aconseguint entre altres èxits la victòria a les 24 Hores de Montjuïc de 1960.
El 1961, inicià una reeixida associació amb FB Mondial durant la qual aconseguí fer competitius els seus antiquats motors; Villa fou un dels primers a l'època a adonar-se del potencial dels motors de dos temps amb distribució rotativa, especialment després d'haver establert amistat amb l'expert enginyer alemany Peter Dürr. Amb l'ajut de Melotti i Turicci (tècnics de l'antic departament de curses de Mondial), Francesco Villa creà una 50cc per al mundial que debutà en competició a Mòdena el 1962 i, cap a mitjan dècada, preparà una 60cc amb el mateix xassís que la 50cc, una moto amb què son germà Walter guanyà el Campionat d'Itàlia tres anys seguits (de 1965 a 1967). El 1963, treballant amb Peter Dürr, Omer Melotti i Marcello Laurenti, tècnics del departament de curses de Mondial, va desenvolupar un motor monocilíndric de dos temps de 125 cc amb admissió de vàlvula rotativa. La refrigeració era mixta (la culata per aire i el cilindre per aigua) i la potència era de 21,5 CV -després apujada a 24- a unes 11.000 rpm. Amb aquesta moto, Villa va obtenir diverses victòries i va encetar l'era dels motors de dos temps a Itàlia.
Juntament amb el seu germà Walter, Francesco Villa va continuar treballant a la FB Mondial de Bolonya mentre que al vespre i els caps de setmana tots dos creaven prototips propis al seu taller particular de Mòdena. Un d'ells va ser la Beccaccino
 ('becadell' en català) de 1965, fruit del redisseny de la Mondial 125 de 1963, amb la qual presentava diferències significatives. Francesco competí amb la Beccaccino 125 per primer cop el 1966 a Riccione amb el resultat d'un tercer lloc, aconseguint el segon a la Copa d'Or Shell celebrada a Imola i la victòria a Cesenatico durant la Temporada Romagnola. Aquell any, es proclamà campió Sènior d'Itàlia en la categoria dels 125cc per quarta vegada.

### Els germans Villa i Montesa
Acabada la col·laboració amb Mondial, Francesco Villa abandonà temporalment les curses per tal de centrar-se en la construcció de prototipus. Poc després, cedí el projecte de la seva 125 a Montesa, amb la qual acordà una col·laboració centrada en el desenvolupament i la creació dels motors de les motocicletes, a la vegada que seguia competint amb èxit en diverses curses.

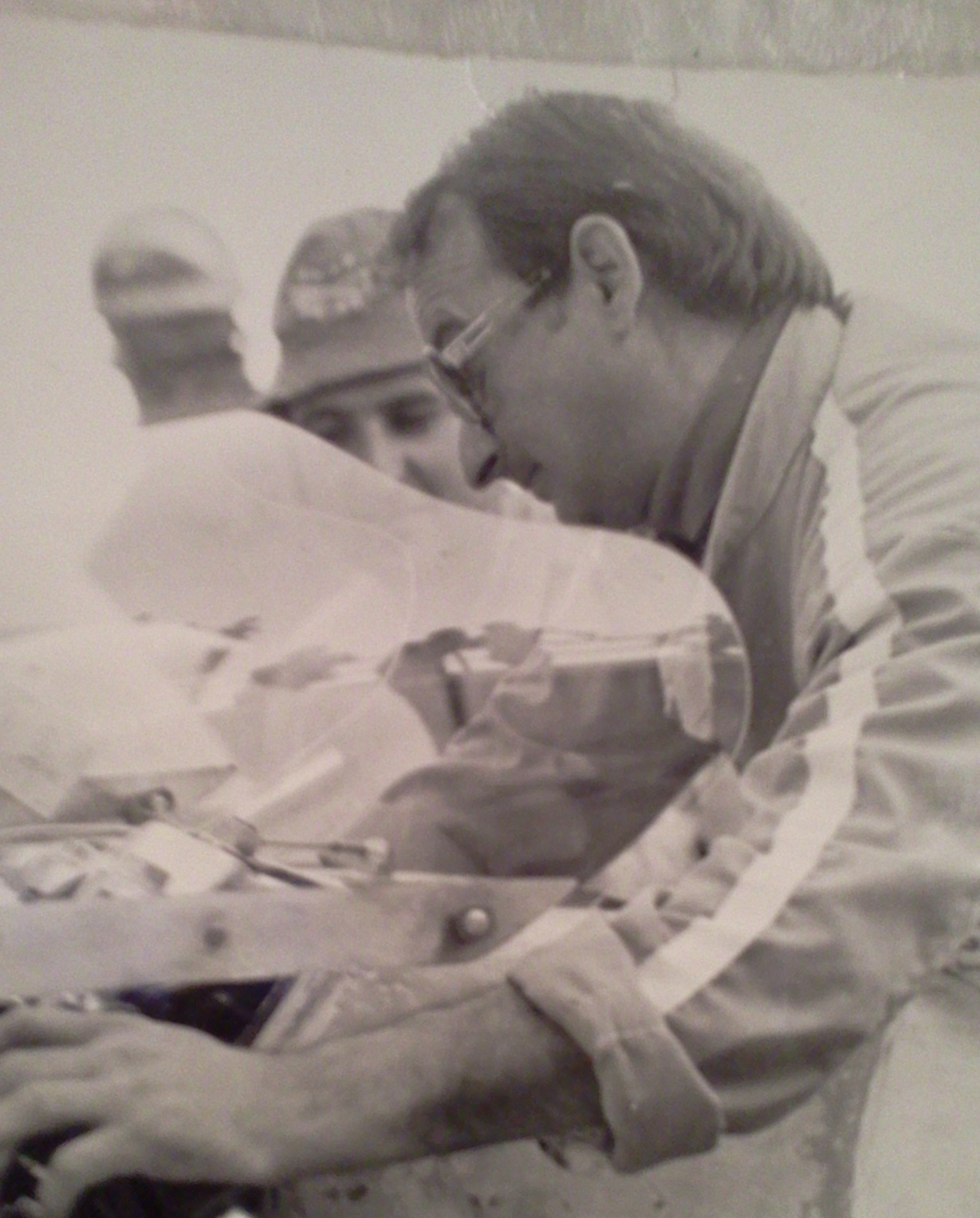
Francesco Villa fotografiat a Misano el 1973

La Montesa 125 que va desenvolupar Villa en col·laboració amb l'empresa catalana, tot partint de la seva Beccaccino, duia un motor de dos temps monocilíndric amb admissió per vàlvula rotativa i es presentà el 1966. Amb aquella moto s'aconseguiren diversos èxits: Josep Maria Busquets hi guanyà el Campionat d'Espanya de 125cc el 1966, mentre Francesco aconseguí sengles victòries a Madrid i a Jerez de la Frontera i son germà Walter guanyà el campionat italià Seniores 125 de 1967. Aquell mateix any, Francesco i Walter Villa participaren en el Gran Premi d'Espanya de motociclisme celebrat al circuit de Montjuïc, en la categoria de 125cc, havent-hi d'abandonar Walter a la dotzena volta, mentre Francesco s'hi va classificar cinquè. Poc després, Walter disputà el Gran Premi d'Alemanya en la mateixa categoria, a Hockenheim, aconseguint-hi el quart lloc amb la Montesa.
D'altra banda, també el 1966, Francesco Villa tornà a guanyar les 24 Hores de Montjuïc, en aquella ocasió formant equip amb Josep Maria Busquets als comandaments d'una Montesa dissenyada especialment per a l'ocasió, equipada amb motor monocilíndric de 250 cc amb tub d'escapament central i canvi de 5 velocitats.
Simultàniament, tot aprofundint la seva col·laboració amb la marca catalana, Villa dissenyà la 250 bicilíndrica, amb vàlvula rotativa i refrigeració mixta (aigua per als cilindres i aire per la culata), que era el fruit de la unió de dos motors Beccaccino. La moto era molt ràpida i podia assolir una alta velocitat punta, però la seva fragilitat mecànica va fer que l'únic resultat brillant s'hi aconseguís l'abril de 1967 a Riccione, quan Walter Villa plantà cara a Mike Hailwood fins al punt que l'anglès s'hagué d'esforçar al màxim per a vèncer-lo amb la seva Honda RC166 de sis cilindres. L'excel·lent paper de la Montesa en aquella cursa fou àmpliament comentat per la premsa italiana.
De 1966 a 1967, tant la nova bicilíndrica de 250cc com l'original Beccaccino de 125cc van competir a l'estat espanyol sota la marca de Montesa i a Itàlia indistintament sota marca Mondial o Villa-Montesa, segons les curses. A curt termini, però, l'alt cost de les Montesa "italianes", tant pel que fa al seu desenvolupament com als nombrosos desplaçaments internacionals i altres despeses relacionades, esdevingué inassumible per a l'empresa, de manera que Montesa decidí d'abandonar la competició d'alt nivell en velocitat i centrar-se en el fora d'asfalt. El 1968, l'acord dels Villa amb Montesa arribà a la fi (Francesco n'esdevingué, però, importador exclusiu per a Itàlia) i els italians iniciaren l'activitat de constructors pel seu compte, tot fundant l'empresa familiar Moto Villa, una empresa que tingué activitat fins a mitjan dècada de 1980. El primer model de la nova marca fou la PR de velocitat, una monocilíndrica de 125 cc amb vàlvula rotativa, cilindre vertical refrigerat per aigua i una potència de prop de 30 CV.

### Els successius usuaris
Després d'haver-la pilotat els germans Villa i Josep Maria Busquets, la Montesa 250 passà a Salvador Cañellas durant una temporada. Tot seguit, l'adquirí el preparador vigatà Portús, qui en un intent de corregir la principal font d'avaries i abandonaments de la màquina li va incorporar una encesa electrònica Motoplat de quatre guspires, idèntica a l'emprada per Derbi en les seves bicilíndriques de Gran Premi. Un cop preparada així la moto, la pilotà sense obtenir-hi bons resultats Benjamí Grau.
Més tard, la moto va passar a mans de Jaume Alguersuari, pare del pilot de Fórmula 1 i periodista especialitzat en el món del motor (més endavant, fou fundador de la revista Solo Moto i del Grup Alesport). Alguersuari en va desmuntar el motor i el va substituir pel d'una Yamaha TZ, tot mirant d'aprofitar la idoneïtat del xassís creat per Francesco Villa, i en va canviar també la roda anterior per una de fosa, així com el fre de tambor original per un de disc.

## Actualitat

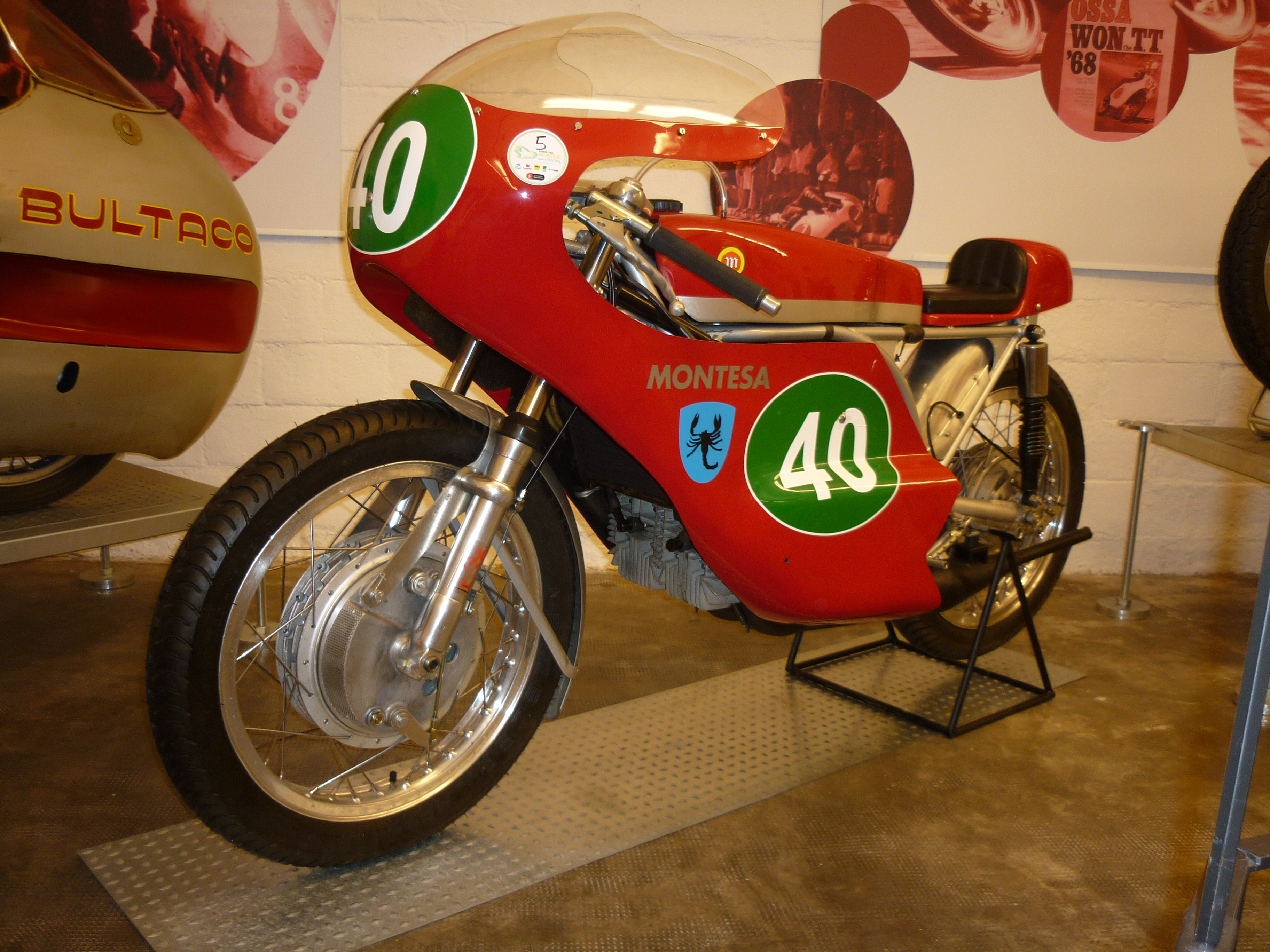
Vista frontal de la Montesa Bicilíndrica. S'hi aprecien els dos cilindres en posició horitzontal

El parador actual de l'híbrid Montesa-Yamaha creat per Jaume Alguersuari és desconegut (el xassís original va desaparèixer, doncs, amb ell), però el motor sí que s'ha conservat, ja que Alguersuari el retornà a la fàbrica de Montesa. A començaments del segle xxi, els hereus de Pere Permanyer -fundador de Montesa- encarregaren una reconstrucció de la 250 Bicilíndrica, tot aprofitant aquest motor i els plànols originals del xassís que encara conservava Francesco Villa. Aquesta reconstrucció és la que hom pot admirar actualment a la Col·lecció Pere Permanyer.
La reconstrucció de la Bicilíndrica feta pels Permanyer es dugué a terme, doncs, amb el motor original Beccaccino retocat per Portús i els sobrants de peces que havien romàs a fàbrica, comptant a més amb l'ajut de Francesco Villa i de Miquel Perejoan (antic campió estatal de resistència). Gràcies als plànols de Villa, construïren un nou xassís idèntic al del 1966 i la resta de components perduts: la forquilla anterior (amb una estructura convencional), el carenat (d'aspecte similar al de l'època, però de fibra de vidre de nova factura) i el dipòsit, també de fibra de vidre i amb l'aire de l'original. El motor compta amb la configuració mixta aire-aigua i l'embragatge en sec.
A banda de la reconstrucció feta pels Permanyer, el col·leccionista català Josep Griñó disposa de dues unitats del prototipus originals dels anys 60, una d'elles amb el motor amb configuració d'aire i embragatge en sec, mentre l'altra duu el motor mixt aire-aigua i embragatge en bany d'oli.

## Característiques
La Montesa 250 Bicilíndrica duia un motor que era el resultat d'unir-ne dos de 125 cc Beccaccino, desenvolupats per Francesco Villa; el xassís el dissenyà també l'italià. La moto ja incorporava distribució rotativa, mentre la refrigeració era mixta aire aigua, amb les culates refrigerades per aire i els cilindres, per aigua. Ambdós cilindres anaven situats en paral·lel, amb una disposició pràcticament horitzontal al sentit de la marxa. Al llarg dels anys de desenvolupament del prototipus, s'experimentaren diverses configuracions del motor: només aire, aire-aigua, embragatges d'oli o en sec i, finalment, la Montesa-Portús, amb encesa electrònica.

### Fitxa tècnica
| Montesa 250 Bicilíndrica | Montesa 250 Bicilíndrica   | Montesa 250 Bicilíndrica |
| --- | -------------------------- | ------------------------ |
| Anys | 1966 - 1968                |                          |
| CC | 247,3                      |                          |
| Diàmetre x Carrera | 54 x 54 mm                 |                          |
| Compressió | ?                          |                          |
| CV | 35 HP a 9.800 rpm          |                          |
| Canvi | 8 velocitats               |                          |
| Suspensió davant | Forquilla hidràulica       |                          |
| Suspensió darrera | Doble amortidor telescòpic |                          |
| Pneumàtic davant | ?                          |                          |
| Pneumàtic darrera | ?                          |                          |
| Frens davant | Tambor                     |                          |
| Frens darrera | Tambor                     |                          |
| Pes en sec | ?                          |                          |
| Capacitat dipòsit | ?                          |                          |
| \| • Configuració motor \| \| ---------------------------------------------------------------------------------------------------------------------------------------------------------------------------------------------------------------------------------------------------------------------------------------------------------------- \| \| - Tipus: 2 cilindres en disposició paral·lela horitzontal - Cicle: Dos temps - Refrigeració: Mixta per aire i aigua - Admissió: Per vàlvula rotativa - Distribució: Per discos rotatoris - Embragatge: Multidisc en sec[b] - Encesa: Electrònica Motoplat de 4 guspires[c] - Transmissió: Per engranatges rectes \| |                            |                          |
| • Configuració motor |                            |                          |
| - Tipus: 2 cilindres en disposició paral·lela horitzontal - Cicle: Dos temps - Refrigeració: Mixta per aire i aigua - Admissió: Per vàlvula rotativa - Distribució: Per discos rotatoris - Embragatge: Multidisc en sec - Encesa: Electrònica Motoplat de 4 guspires - Transmissió: Per engranatges rectes |                            |                          |

Notes
1. ↑  La potència total per litre era de 141 HP.
2. ↑  N'hi havia una altra versió amb l'embragatge en bany d'oli.
3. ↑  L'encesa electrònica la hi va instal·lar Portús uns anys més endavant.

## Resultats en competició
La Montesa 250 dels Villa debutà en competició al Gran Premi d'Alacant de 1967, on Josep Maria Busquets va plantar cara a Renzo Pasolini (Benelli), Ralph Bryans (Honda) i José Medrano (Bultaco) sense poder, però, acabar la cursa. Walter Villa la tornà a pilotar a la prova inicial del Campionat d'Itàlia d'aquell any, a Mòdena, però també s'hagué de retirar. Fou a Riccione, durant una altra prova del campionat italià, on Walter Villa aconseguí un dels millors resultats de la moto, en quedar segon darrere d'un inabastable Mike Hailwood. Durant les dues següents temporades, però, la moto passaria amb més pena que glòria, entre altres motius pel fet que mai no es va desenvolupar a consciència.
Un altre notable resultat de la motocicleta s'esdevingué durant el XXIV Premi Internacional de motociclisme de Madrid, celebrat el 15 de maig de 1968 al circuit del Parc del Retiro: Walter Villa fou cinquè amb la Montesa bicilíndrica, després del vencedor Santiago Herrero amb l'OSSA 250 Monocasc i les Bultaco TSS de Ginger Molloy, Salvador Cañellas i Pedro Alvarez. Fou poc després quan els Villa abandonaren la relació amb Montesa i fundaren la seva empresa, Moto Villa.